# Alexander Stahr
Alexander Stahr (* 26. Juni 1959 in Frankfurt am Main) ist ein deutscher Geograph, Bodenkundler und Publizist mit Arbeitsschwerpunkten Bodenkunde, Quartärgeologie und Geomorphologie.
Alexander Stahr studierte an der Johann Wolfgang Goethe-Universität in Frankfurt am Main Geographie, Geologie, Bodenkunde und Botanik. 1996 promovierte er am Fachbereich Geowissenschaften der Universität Frankfurt am Main mit einer bodenkundlichen Dissertation zum Dr. phil nat. und gründete nach mehrjähriger Tätigkeit im Umweltbereich das wissenschaftliche Redaktionsbüro Lesestein.de. Seit 2014 ist er zudem als unabhängiger Gutachter für den Bereich Boden und Grundwasserschutz tätig.

## Werke

### Romane
- Der Köhler: Ein historischer Taunus-Roman. Societäts-Verlag, Frankfurt am Main 2011, ISBN 978-3-942921-28-2.

### Sachbücher
- 100.000 Taunusstein. Eiszeit, Landschaft, Boden, Geschichte. Lahnbrück-Verlag, Weilburg 2011, ISBN 978-3-9812777-7-7 (über den Taunus von der letzten Eiszeit vor 100'000 Jahren bis heute).
- Berchtesgadener Land und Chiemgau, eine Geschichte von Bergen, Tälern und Seen. Mit Ewald Langenscheidt. Spektrum Akademischer Verlag, Heidelberg 2011, ISBN 978-3-8274-2757-1.
- Der Taunus – eine Zeitreise. Entstehung und Entwicklung eines Mittelgebirges. mit Birgit Bender. Schweizerbart’sche Verlagsbuchhandlung, Stuttgart 2007, ISBN 978-3-510-65224-2.
- Geologie und Landschaft von Oberjosbach und Umgebung: Entstehung des Taunus, Landschaftsformung, Gesteine und Böden. Verein für Heimat- und Kulturpflege, Oberjosbach 2000, ISBN 3-00-006882-1.
- Landschaftsformen und Landschaftselemente im Hochgebirge. mit Thomas Hartmann. Springer, Heidelberg 1999, ISBN 3-540-65278-7.

### Wissenschaft
- Lockerbraunerden im Rheingau-Taunuskreis. Zeugnisse eines gewaltigen Vulkanausbruchs in der Eifel. In: Jahrbuch Rheingau-Taunus-Kreis, S. 124–126, 3 Abb., Bad Schwalbach, 2025, ISSN 1439-0779.
- Der Geo-Erlebnispfad Oberjosbach im Idsteiner Land. Es gibt Neues entlang des Weges durch 400 Millionen Jahre Erdgeschichte. In: Jahrbuch Rheingau-Taunus-Kreis, S. 66–69, 3 Abb., Bad Schwalbach, 2023, ISSN 1439-0779.
- Zur Genese periglazialer Lagen in Mitteleuropa aus aktualistischer Sicht. In: Jahrbücher des Nassauischen Vereins für Naturkunde 143, S. 147–155, 5 Abb., Wiesbaden, 2022, ISSN 0368-1254.
- Löss – ein eiszeitliches Sediment im Rhein-Main-Gebiet. In: Jahrbücher des Nassauischen Vereins für Naturkunde 142, S. 149–159, 6 Abb., Wiesbaden, 2021, ISSN 0368-1254.
- Geomorphologie. In: Taunus. Geologische Entwicklung und Struktur. Exkursionen in ein deutsches Mittelgebirge, Sammlung Geologischer Führer 111, S. 7–11. Begründet von: Hans-Jürgen Anderle; fortgeführt von: Peter Rothe; Hans-Jürgen Scharpff. Schweizerbart’sche Verlagsbuchhandlung, Stuttgart 2021, ISBN 978-3-443-15101-0.
- Boden gut gemacht. In: Boden – Das Archiv des Lebens, Rotary Magazin 03, 2021, Rotary Verlag, Hamburg.
- Historische Waldnutzung im Taunus insbesondere am Beispiel der Köhlerei und deren Relikte in der Landschaft. In: Jahrbuch des Nassauischen Vereins für Naturkunde 141, S. 199–205, 3 Abb., Wiesbaden, 2020, ISSN 0368-1254.
- Podsole auf dem Taunuskamm – anthropogener Ursprung? In: Jahrbuch des Nassauischen Vereins für Naturkunde. 140, S. 59–67, 4 Abb., Wiesbaden, 2019, ISSN 0368-1254.
- Wanderweg „Mensch und Erde“: Ein „Relaunch“. 300 Millionen Jahre Erdgeschichte im Schwarzbachtal. In: Jahrbuch des Nassauischen Vereins für Naturkunde 138, S. 23–36, 6 Abb., Wiesbaden, 2017, ISSN 0368-1254.
- Landforms of High Mountains. mit Ewald Langenscheidt. Springer, Heidelberg 2014, ISBN 978-3-642-53714-1
- Die Böden des Taunuskamms. 2014, Verlag Dr. Friedrich Pfeil, ISBN 978-3-89937-180-2
- Untersuchungen zur Rutschungsdisposition und Stabilität eines Hanges im Matreier Becken/Osttirol: Diplomarbeit. 1988.
- Bodenkundliche Aspekte der Blaikenbildung auf Almen. Untersuchungen zur Genese von Blattanbrüchen in schluffreichen Almböden. Nationalparkverwaltung Berchtesgaden im Auftrag des Bayerischen Staatsministeriums für Landesentwicklung und Umweltfragen, Berchtesgaden 1998, ISBN 3-922325-41-6 (= Nationalpark Berchtesgaden, Band 39, zugleich Dissertation an der Universität Frankfurt am Main [1996])
- Zur Differenzierung periglazialer Deckschichten der montanen und subalpinen Höhenstufe in den Berchtesgadener Alpen. 2000, ISBN 3-922540-67-8. (Frankfurter Geowissenschaftliche Arbeiten Serie D Physische Geographie Band 26)
- Zur Genese und Dynamik von Blattanbrüchen auf Almen in den Nördlichen Kalkalpen. 1996, ISSN 0720-454X, S. 217–248. (Geoökodynamik Band XVII)
- Erosion im Hochgebirge und der strukturelle Wandel der Almwirtschaft. mit Christian Dommermuth. Spektrum der Wissenschaft, 1993, ISSN 0170-2971
- Bodenphysikalische Ursachen von Waldabbrüchen im Zentralalpinen Raum. In: Allgemeine Forst und Jagdzeitung. 162. Jahrgang, Heft 8, ISSN 0002-5852, S. 150–154.
- Der Waldabbruch bei Vögelsberg-Ein Beitrag zum Thema Wegebau und Hangrutschungen. mit Herwig Kolloff. In: Österreichische Forstzeitung. April 1991.
- Beschleunigter Bodenabtrag auf Almen. mit Christian Dommermuth. 1996, ISSN 0175-0992. (Forschung Frankfurt 2)
- Sanierung von Blaiken. Wie den flächenhaften Bodenschäden zu begegnen ist. In: Unser Land, Nr. 6, Deutscher Landwirtschaftsverlag, Berlin, 1996, ISSN 0179-4132.
- Löcher im grünen Kleid. mit Bernhard Hildebrand. In: Kosmos. März 1994, ISSN 0023-4230, S. 62–65.
- Almwirtschaft und Bodenschutz. In: Der Almbauer. Mitteilungen für Alm-, Berg- und Grünlandbauern und über Forstrechte. Februar und März 1996, BLV-Verlag, ISSN 0002-6298.

### Didaktik
- Fertig ausgearbeitete Unterrichtsbausteine für das Fach Erdkunde. Eine Ideenbörse für alle Pflicht- und Wahlthemen in den Sekundarstufen I und II. 2000-2007, WEKA Fachverlag für Behörden und Institutionen, ISBN 3-8276-2165-8.

### Medien
- Aha-Naturgewalten: CD-ROM. 1998, ISBN 3-634-28002-6.
- Lexikon der Naturgewalten. 2011. Wissen.de
- Ahabc.de. Das Magazin für Boden und Garten
- Taunuswelten.de. Geotourismus und Kulturlandschaft

| Personendaten    | Personendaten                    |
| ---------------- | -------------------------------- |
| NAME             | Stahr, Alexander                 |
| KURZBESCHREIBUNG | deutscher Geograph und Publizist |
| GEBURTSDATUM     | 26. Juni 1959                    |
| GEBURTSORT       | Frankfurt am Main                |